# Atalanta

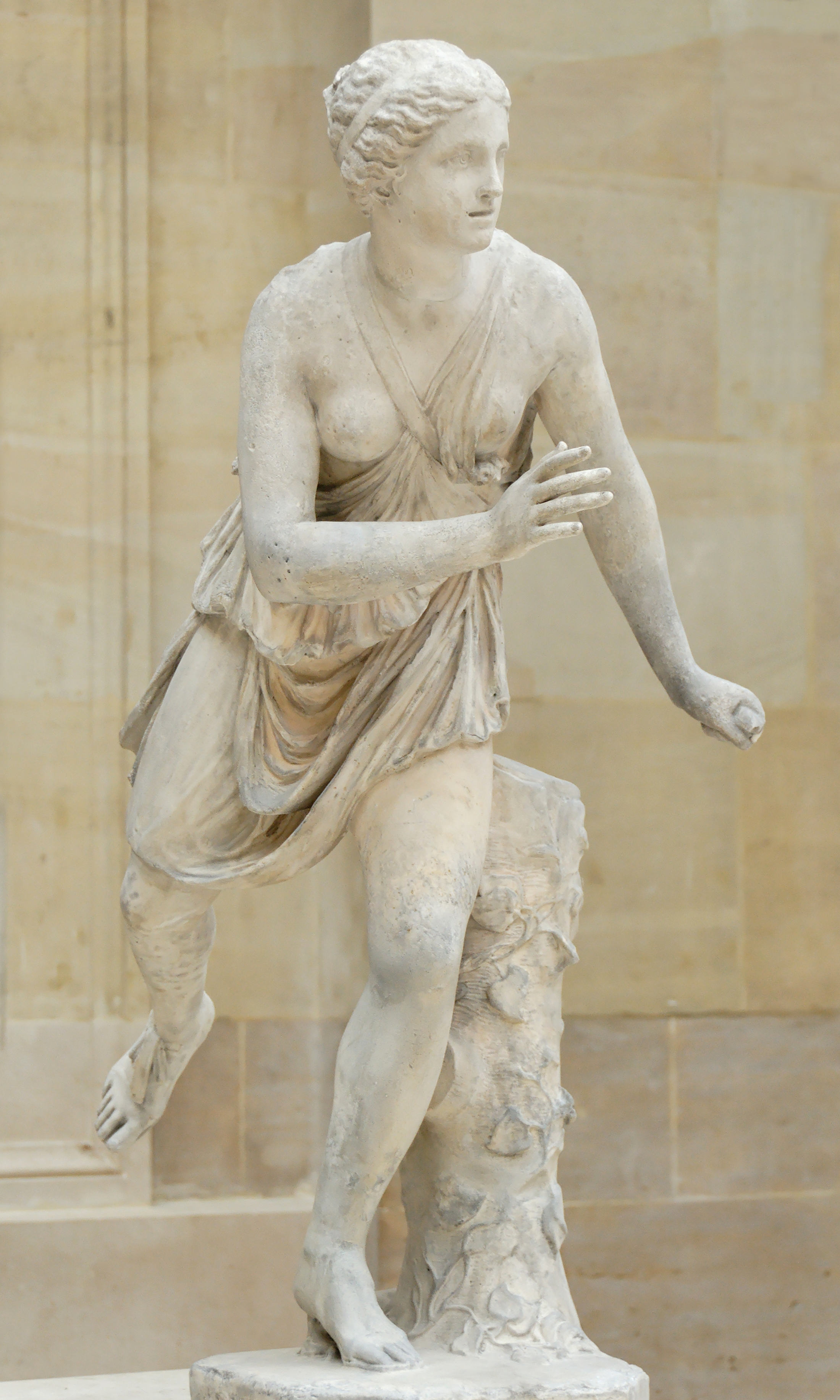
Atalanta, escultura en mármol de Pierre Lepautre (1703-1705).

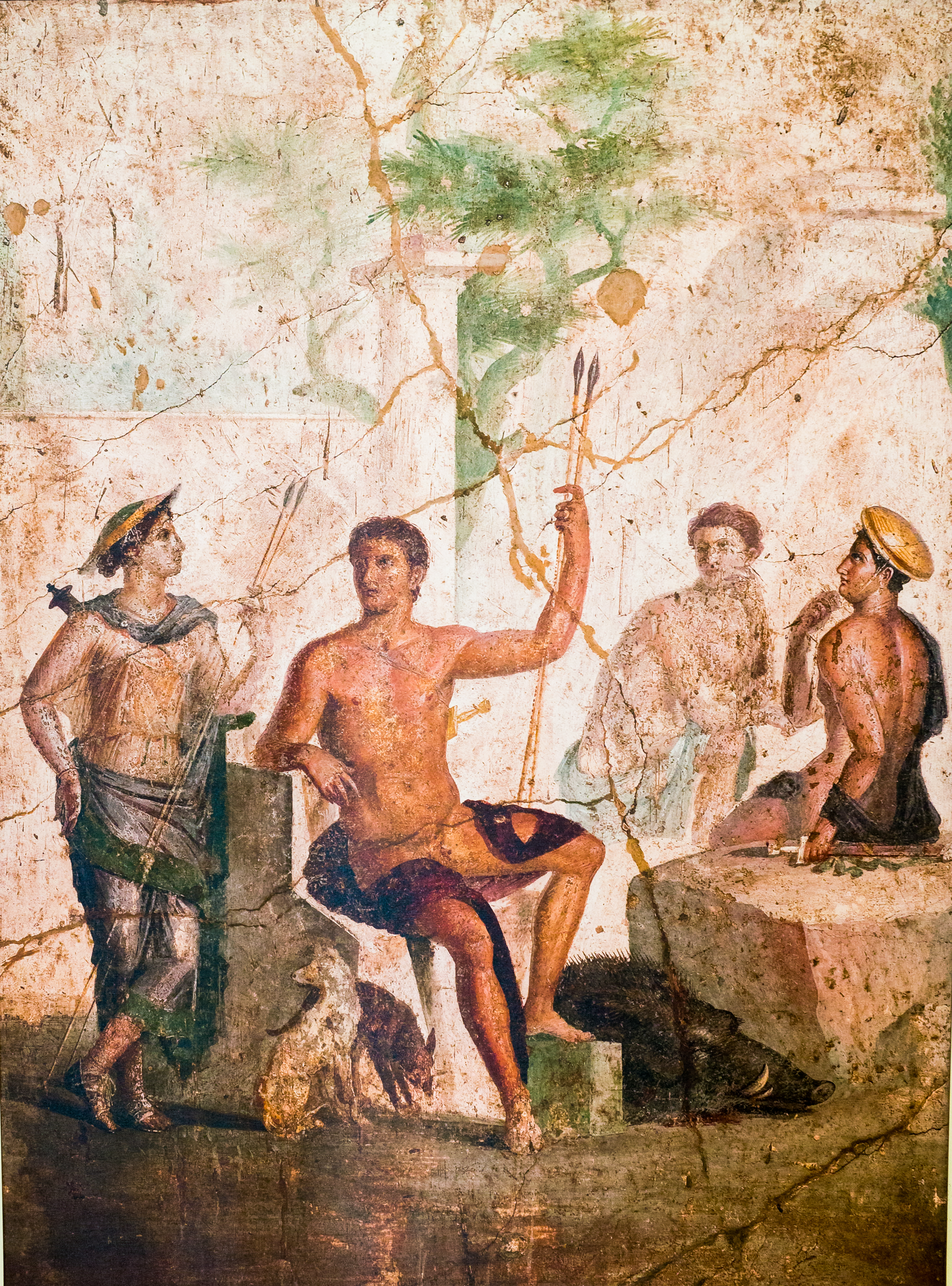
Meleagro y Atalanta. Fresco antiguo de Pompeya.

Atalanta (griego clásico: Ἀταλάντη [Atalantē)]; griego moderno: Αταλάντη; latín e italiano: Atalanta) es una heroína vinculada al ciclo arcaico de la mitología griega, consagrada a Artemisa y reconocida por sus habilidades para la caza. 

## Genealogía
Hay distintas tradiciones sobre su origen, que podría ser de Arcadia o de Beocia: para algunos, era hija de Yaso y de Clímene; para Eurípides y otros, su padre es más bien Ménalo. Sin embargo, la versión más difundida, especialmente desde Hesíodo, es en la que Atalanta es hija de Esqueneo, gracias a lo cual se la relaciona con la cultura beocia.

## Infancia
El padre de Atalanta deseaba únicamente hijos varones, y por ello, al nacer, la abandonó a su suerte en el monte Partenio. Pudo sobrevivir gracias a que una osa enviada por Artemisa la cuidó y la amamantó, hasta que unos cazadores la encontraron y decidieron criarla.

## Actividad como cazadora

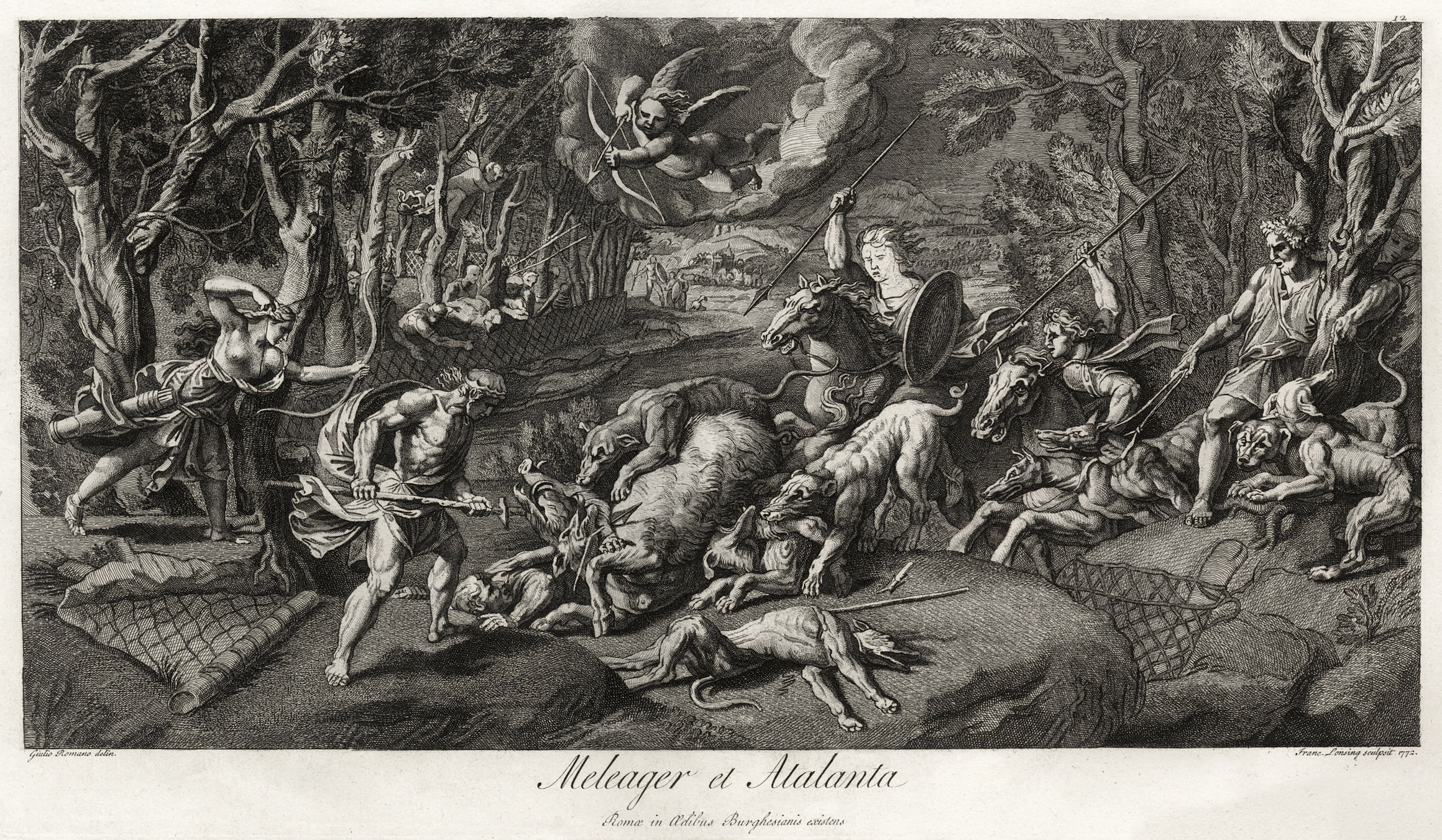
Meleager et Atalanta, Guilio Romano 1773.

Una vez que se convirtió en una bella y ágil mujer, Atalanta decidió no casarse nunca y mantenerse virgen para consagrarse a la diosa de la cacería y los montes, Artemisa, a quien emulaba con sus acciones. Por ello, Atalanta vivía en el bosque y llegó a ser una de las cazadoras más renombradas de la mitología. En Cifanta estaba la fuente de Atalanta, de la que se decía que brotó en el instante en que la joven golpeó una roca con su jabalina en una cacería cuando tuvo sed.
Como mujer se enfrentó a muchos peligros, como cuando dos centauros —Reco e Hileo— intentaron violarla, pero pudo defenderse gracias a sus inigualables habilidades y mató a los centauros con sus flechas. Su fama se difundió sobre todo después de participar en la cacería del jabalí de Calidón y de que en los juegos fúnebres en honor de Pelias logró vencer en la lucha a Peleo, padre de Aquiles.
En la cacería del jabalí de Calidón tuvo un papel muy relevante. Algunos cazadores se negaban a participar en la cacería en compañía de Atalanta por ser mujer, pero Meleagro les obligó a partir con ella. Se dice que las flechas de Atalanta fueron las primeras en alcanzar al jabalí y Meleagro, que fue el que finalmente lo mató, regaló la piel a la heroína. Hubo una disputa posterior puesto que los tíos de Meleagro arrebataron la piel del jabalí a Atalanta, pero Meleagro los mató y devolvió la piel a la cazadora.

## Posible participación en la expedición de los argonautas
La Biblioteca mitológica la incluye en la lista de los Argonautas, el grupo de héroes que partió en un difícil viaje en busca del vellocino de oro. En esta versión ella sería la única mujer que participó en esta travesía. En cambio, en las Argonáuticas de Apolonio de Rodas se relata que ella quiso embarcar en la expedición pero Jasón rechazó su ofrecimiento puesto que temía que se desatasen riñas entre el resto de la  tripulación por tratar de obtener su amor.

## Mito de Hipómenes (o Melanión)

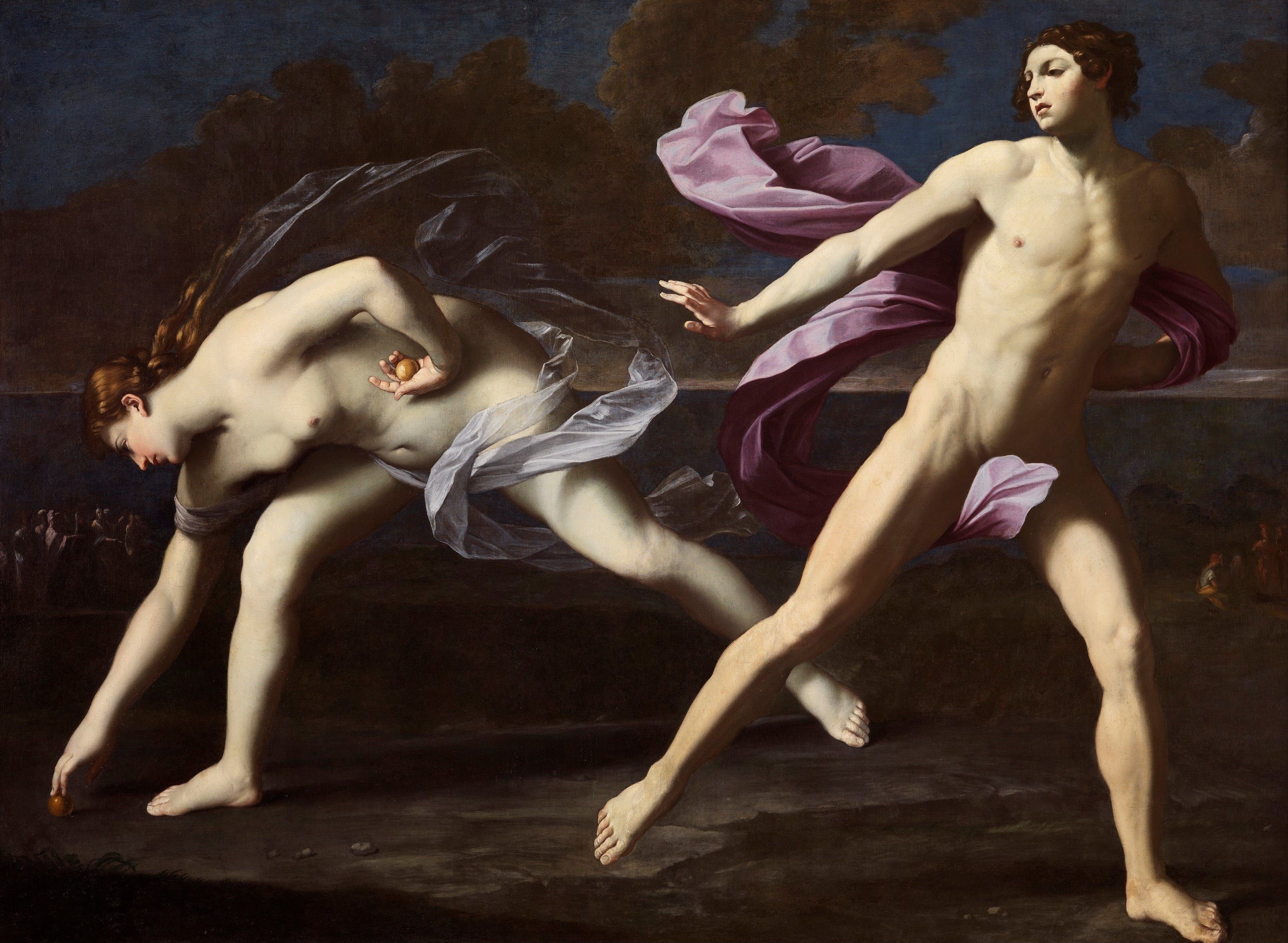
Atalanta e Hippomenes, obra de Guido Reni.

Además de estar consagrada a Artemisa, lo que implicaba que debía mantenerse siempre virgen, un oráculo predijo que el día en que se casara sería convertida en animal. Por ello, para evitar cualquier pretendiente, anunció que su esposo sería sólo aquel que lograra vencerla en una carrera; por el contrario, si ella triunfaba, debía matar a su oponente. Aun cuando Atalanta concedía ventaja a sus rivales al comienzo de la competición, ella siempre vencía y les daba muerte. 
Así fue hasta que apareció el hombre que logró derrotarla. Este joven, llamado Hipómenes o en otras versiones, Melanión, consiguió obtener la mano de Atalanta gracias a un ardid: llevaba con él unas manzanas de oro que le había regalado Afrodita, diosa del amor, y que procedían del jardín de las Hespérides o del jardín que Afrodita tenía en Tamasos. Cada vez que la joven iba a darle alcance en la carrera, Hipómenes dejaba caer una de las manzanas, que Atalanta se detenía a recoger hechizada por su mágica belleza. Mientras ella se distraía con cada manzana que caía, el joven logró llegar antes a la meta.

## Metamorfosis

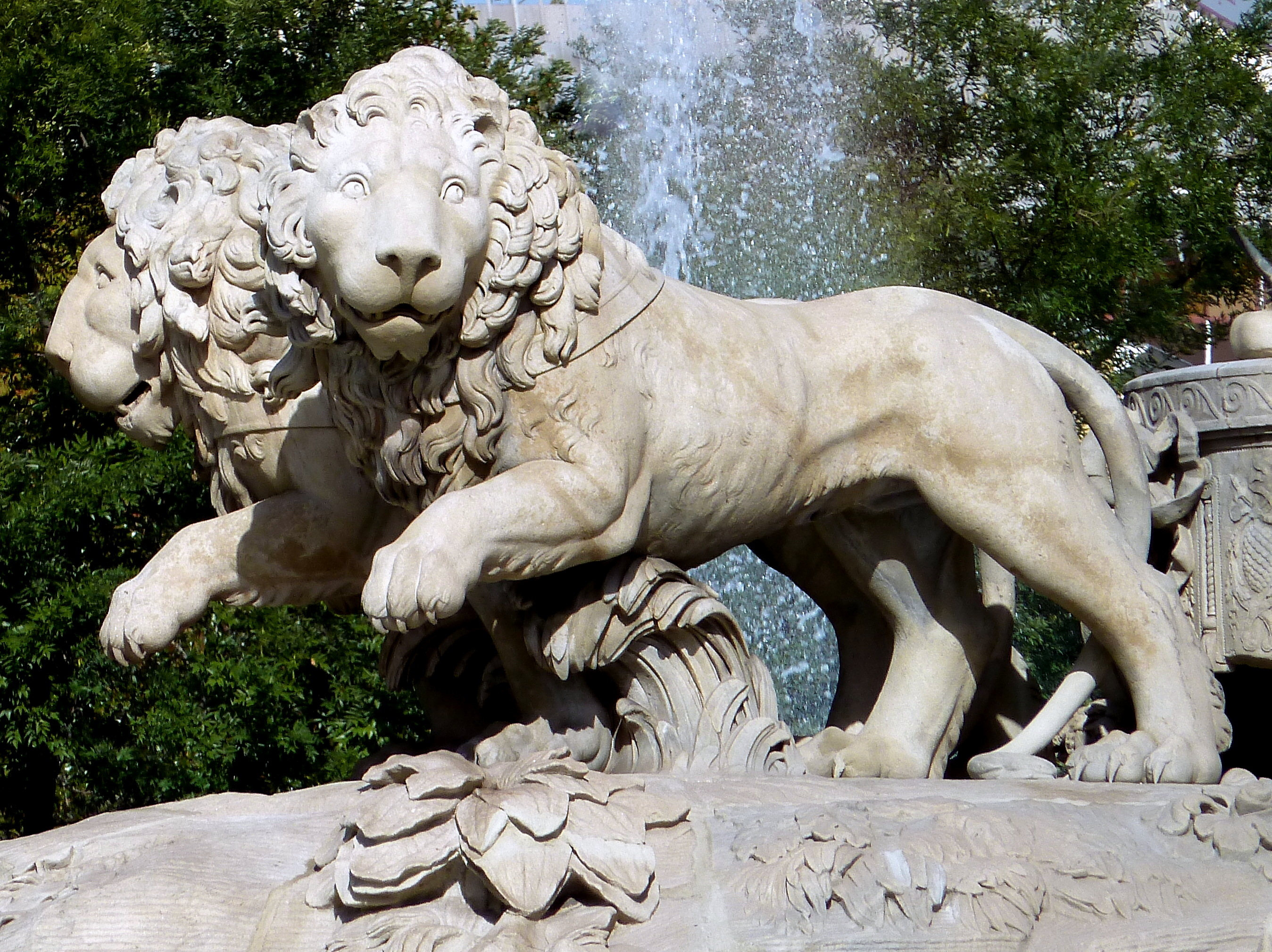
Fuente de Cibeles: los dos leones (Atalanta e Hipómenes) que tiran del carro de la diosa de la Madre Tierra, Cibeles.

La pareja, muy enamorada, vivió feliz durante un tiempo, compartiendo cacerías y hazañas. En una de estas ocasiones, los esposos entraron en uno de los santuarios de Cibeles y gozaron allí de su amor. Cibeles montó en cólera ante el sacrilegio y los transformó en dos leones. Otras tradiciones indican que fue Zeus quien los transformó en leones, al cometer el sacrilegio en uno de sus santuarios, o Afrodita, debido a que Hipómenes no le había mostrado gratitud. Era creencia entre los antiguos griegos que los leones no se cruzaban entre sí (sino que se apareaban solo con leopardos), de manera que al convertirlos en estos animales Cibeles no solo les arrebató su condición de humanos, sino que los condenó a una vida separada. Una vez metamorfoseados, los unció a su propio carro para que tiraran de él, tal y como aparecen representados en la fuente de Cibeles del paseo del Prado de Madrid.

## Descendencia
Atalanta dio a luz un hijo, Partenopeo, que participó en la primera expedición de Los siete contra Tebas. El nombre del consorte de Atalanta y padre de Partenopeo varía, siendo este Hipómenes o Melanión, o bien Meleagro o puede que Ares.